# Apotolamprus darainaensis
Apotolamprus darainaensis är en skalbaggsart som beskrevs av Olivier Montreuil 2008. Apotolamprus darainaensis ingår i släktet Apotolamprus och familjen bladhorningar. Inga underarter finns listade i Catalogue of Life.